# سوله خایمس
سوله خایمس (انگلیسی: Sole Jaimes؛ زادهٔ ۲۰ ژانویهٔ ۱۹۸۹) بازیکن فوتبال اهل آرژانتین است.
از باشگاه‌هایی که در آن بازی کرده است می‌توان به باشگاه فوتبال زنان سانتوس، باشگاه فوتبال زنان ناپولی و باشگاه فوتبال زنان المپیک لیون اشاره کرد.
وی همچنین در تیم‌های ملی فوتبال زیر ۲۰ سال و بزرگسالان زنان آرژانتین بازی کرده است.

## دوران باشگاهی

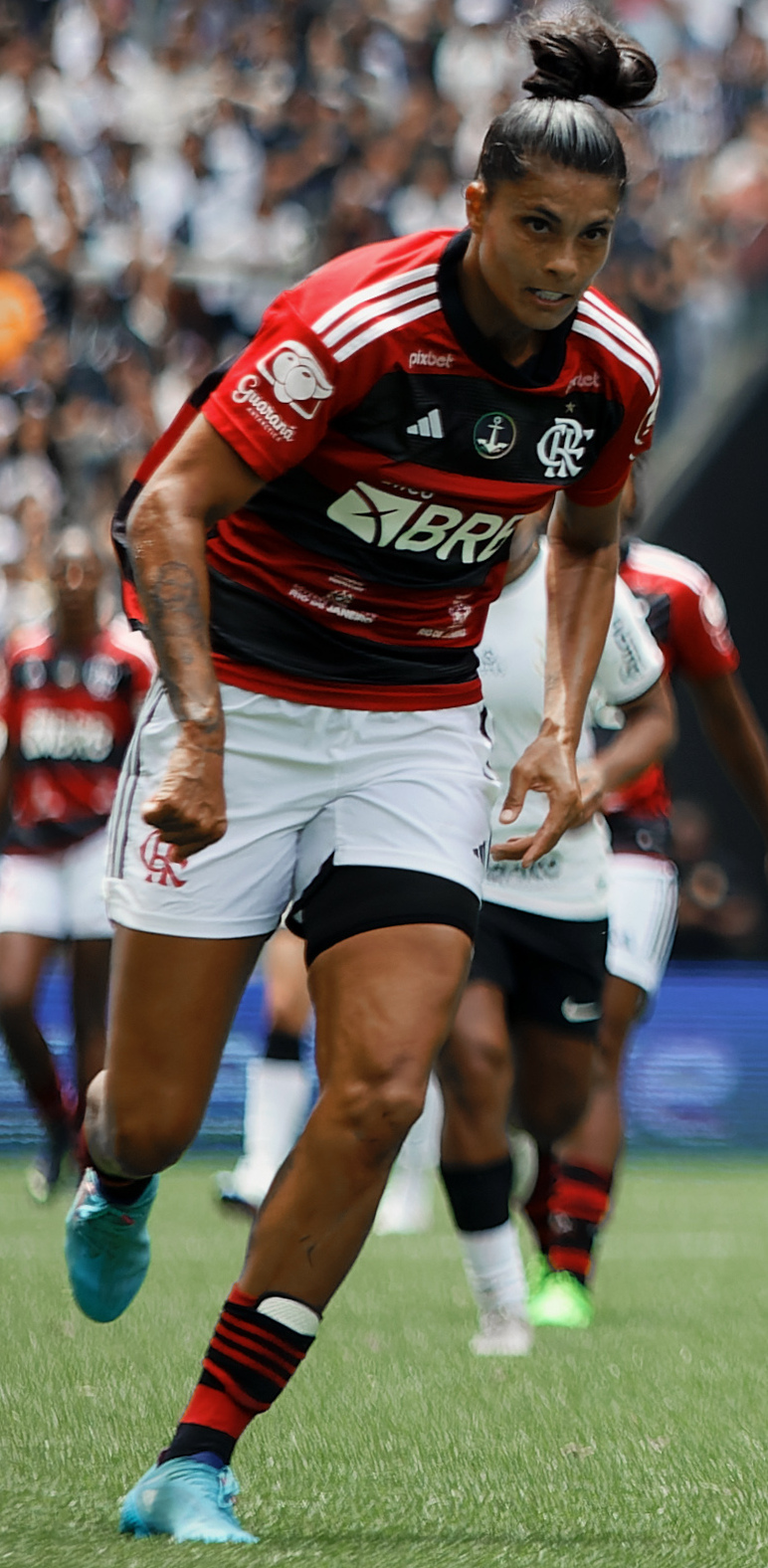
خایمس با فلومیننزه در ۲۰۲۳

سوله خایمس در کشورش آرژانتین برای دو باشگاه بزرگ و پرهوادار بوکا جونیورز و ریور پلاته بازی کرد تا این که در سال ۲۰۱۴ به کشور برزیل نقل مکان کرد و در آن‌جا با باشگاه فوتبال زنان فوز کاتاراتاس قرارداد همکاری امضا نمود.
در سال ۲۰۱۵، پس از مدت کوتاهی بازی در [[باشگاه فوتبال
زنان سائو پائولو]]، به باشگاه فوتبال زنان سانتوس، یکی از تاریخی‌ترین باشگاه‌های فوتبال برزیل، پیوست. در ابتدا بیشتر به عنوان بازیکن ذخیره در ترکیب تیم ظاهر شد، اما خایمس در فصل ۲۰۱۶ رفته رفته به بازیکن ثابت تیم تبدیل شد و با ۱۸ گل در لیگ برتر فوتبال زنان برزیل ۲۰۱۷، توجه‌ها را جلب کرد و عنوان خانم گل مسابقات را کسب کرد. در این مقطع از عضویت در سانتوس، سوله خایمس در مجموع ۲۹ مسابقه از لیگ حرفه‌ای فوتبال زنان برزیل توانست ۲۱ بار دروازه حریفان را باز کند. این عملکرد منجر به انتقال او به تیم چینی دالیان کوانجیان شد.
پس از یک سال حضور در کشور چین، به اروپا مهاجرت کرد به باشگاه فوتبال زنان المپیک لیون فرانسه منتقل شد. در مسابقات لیگ ۱ فوتبال فرانسه ۵ بار برای باشگاه فوتبال زنان المپیک لیون به میدان رفت و یک بار موفق به گلزنی برای این تیم شد.
در ۱۱ ژوئیه ۲۰۱۹، خایمس با قراردادی تا پایان سال به سانتوس و برزیل بازگشت. سپس برای فصل ۲۰۲۰ دوباره به چین و تیم چانگچون ژویو نقل مکان کرد.
در ۲۱ ماه مه ۲۰۲۱، خایمس برای سومین بار با قراردادی قرضی به مدت سه‌ماه به سانتوس بازگشت.
در سپتامبر ۲۰۲۱ به باشگاه فوتبال زنان ناپولی از ایتالیا و سری آ زنان پیوست، که تأثیرات عمیقی بر روابط شخصی و زندگی او گذاشت. او برای ناپولی ۱۴ بار بازی کرد و ۲ گل به ثمر رساند و سپس در ۱ ژوئیه ۲۰۲۲ به برزیل و تیم فلومیننزه بازگشت.
در ۵ ژوئن ۲۰۲۴ برای چندمین بار به سانتوس بازگشت، اما در ۱۲ مارس ۲۰۲۵ قرارداد خود را فسخ کرد.

## دوران ملی
سوله خایمس عضوی از تیم ملی آرژانتین در جام جهانی فوتبال زنان زیر ۲۰ سال ۲۰۰۸ بود. در سطح بزرگسالان، او در دو دوره کوپا آمریکا زنان (۲۰۱۴ و ۲۰۱۸) بازی کرد و در دوره دوم، یعنی سال ۲۰۱۸، پنج گل به ثمر رساند، و همچنین در بازی‌های پان امریکن ۲۰۱۵ شرکت داشت. بازی‌های پان امریکن ۲۰۱۵ توسط فیفا به رسمیت شناخته نشده‌اند.

## زندگی شخصی
خایمس با بازیکن فوتبال ایتالیایی-کانادایی کلی چیاوارو رابطه دارد. این دو در ایتالیا و زمانی که هر دو برای باشگاه فوتبال زنان ناپولی فوتبال بازی می‌کردند با هم آشنا شدند. در سپتامبر ۲۰۲۳، این زوج اعلام کردند که منتظر تولد دخترشان در فوریه ۲۰۲۴ هستند.
سوله خایمس آشکارسازی کرده که یک همجنسگرا است.